# Energia solare in Italia

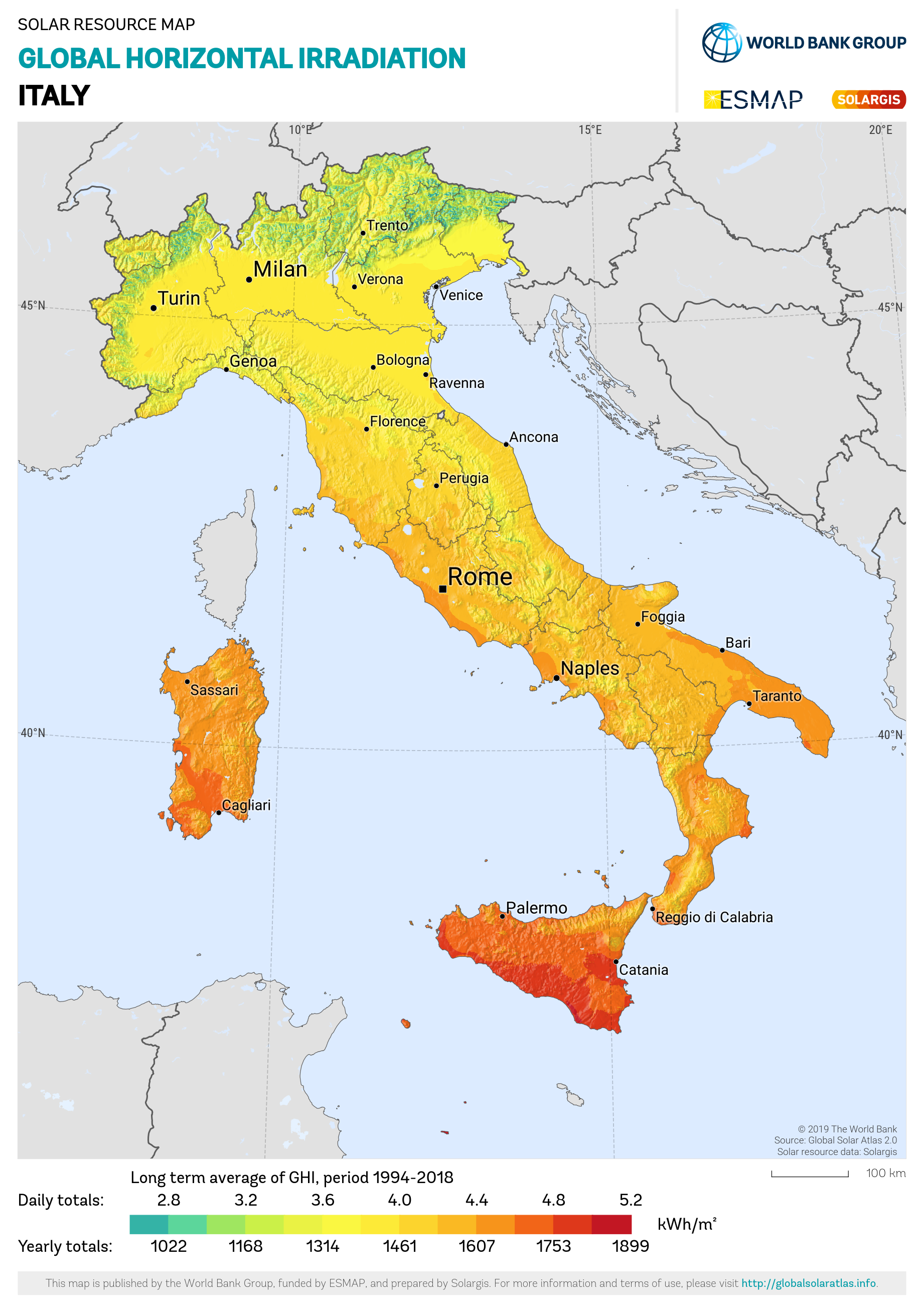
Potenziale solare

L'energia solare in Italia ha avuto un incremento significativo a partire dal primo decennio del XXI secolo, raggiungendo la quinta posizione a livello mondiale. 
Se l'energia da fotovoltaico in Italia nel 2013 rappresentava il 7% dell'elettricità prodotta (prima posizione a livello mondiale) e si è avvicinata all'8% nel 2017, superata solo dalla Germania in Europa, al 31 dicembre 2019 risultano installati in Italia 880.090 impianti solari, per una capacità complessiva di 20,9 GW. Gli anni tra il 2009-2013 videro un boom nella capacità nominale fotovoltaica installata, alla fine del 2013 la capacità di 17,928 MW raggiunsero la terza posizione a livello mondiale, all'epoca superati solo dagli Stati Uniti. Ciò è in parte dovuto ai generosi incentivi per la produzione di energia solare fotovoltaica offerti nell'ambito dei regimi Conto Energia. A partire dal 2013, il settore ha fornito lavoro a circa 100.000 persone, specialmente nell'installazione e design.
Tuttavia, la crescita della capacità solare si è sostanzialmente arrestata dopo il 2013, a causa della cessazione dei programmi di sussidi governativi. Da allora, la capacità fotovoltaica installata annua è stata di circa 300-400MW all'anno.

Capacità fotovoltaica installata annuale e cumulativa (in MW) durante gli anni 2000.

## Politiche energetiche
L'obiettivo del governo per le risorse rinnovabili e diversi schemi di supporto, specialmente per il solare fotovoltaico, risultano in un aumento dal 7.9% (2005) al 18.2% (2015) in quota totale di energia rinnovabile nella fornitura totale di energia primaria. L'1,6% della quota di energie rinnovabili del 18,2% è costituito da energia solare. dal 2005 al 2015 l'energia solare è aumentata mediamente del 63.7% ogni anno. La quota delle energie rinnovabili nella produzione di energia elettrica è passata dal 17,2% nel 2005 al 40,2% nel 2015, compreso il 9,3% dell'energia solare. Questa è la percentuale più alta di energia solare in elettricità tra i paesi dell'Agenzia internazionale dell'energia (AIE). E la terza percentuale più alta di energia solare in fonte di energia primaria. 
Negli ultimi anni, l’Italia ha intensificato le politiche di promozione delle energie rinnovabili, in particolare del fotovoltaico, nel contesto degli obiettivi europei di decarbonizzazione e del Piano Nazionale Integrato per l’Energia e il Clima (PNIEC). Il PNIEC, aggiornato nel 2023, prevede di raggiungere una capacità installata fotovoltaica di circa 79 GW entro il 2030, rispetto ai circa 25 GW già installati entro la fine del 2023 secondo i dati del Gestore dei Servizi Energetici (GSE).
Per incentivare la diffusione dell’energia solare, il governo ha introdotto diverse misure tra cui:
- Il Superbonus 110% (2020–2023): una detrazione fiscale per interventi di efficientamento energetico, tra cui l’installazione di impianti fotovoltaici e sistemi di accumulo. Il bonus ha rappresentato uno stimolo significativo alla crescita del comparto residenziale.
- Il Decreto FER 1 (2019): ha previsto incentivi in conto energia per nuovi impianti solari realizzati su edifici, con priorità per quelli che sostituiscono coperture in amianto.
- Le Comunità Energetiche Rinnovabili (CER): introdotte con il recepimento della Direttiva RED II, promuovono la produzione e l'autoconsumo condiviso di energia, inclusa quella fotovoltaica, attraverso aggregazioni locali di cittadini, imprese ed enti pubblici.

Nonostante i progressi, il settore deve ancora affrontare diverse criticità, tra cui la complessità delle procedure autorizzative, i ritardi nell'adeguamento della rete elettrica e la necessità di maggiore coordinamento tra Stato e Regioni. Per favorire un'ulteriore crescita sostenibile, è previsto il lancio di nuovi strumenti normativi, tra cui il Decreto FER 2 e i futuri aggiornamenti del PNIEC. 

## Aziende
| Nome Azienda            | Descrizione |
| ----------------------- | --- |
| Tages Helios Technology | Fondata nel 2011, Helios Technology ha tre linee di business Tages Capital LLP a Londra che si occupano di alternative liquide, Tages Capital SGR a Milano che si occupa di gestione degli investimenti nelle energie rinnovabili e Credito Fondiario a Roma. |
| Enel Green Power        | Fondata nel 2008 e operativa in Europa, Asia, America, Oceania e Africa, Enel Green Power sviluppa e gestisce attività per la generazione di energia da fonti rinnovabili.                                                                                    |
| RTR Energy              | Fondata nel 2010, RTR Energy è una società indipendente che gestisce 134 impianti solari in tutta Italia. |
| EF Solare Italia        | Fondata nel 2015-16 come giunzione paritetica tra Enel Green Power e F2i, EF Solare Italia gestisce 308 impianti solari in diciassette regioni diverse in Italia.                                                                                             |
| GSF                     | Fondata nel 2008, GSF gestisce 179 impianti solari in Puglia, Italia e 1 impianto solare in Campania. |
| ForVEI                  | Specializzata nell'acquisizione di infrastrutture per le energie rinnovabili in Europa, ForVEI è una giunzione tra Foresight Group LLP e VEI Green Group. |